# De Brand in het Landhuis
De Brand in het Landhuis is een Nederlandse zesdelige podcast van de NTR uit 2019.
De verhalende podcast is gemaakt door Simon Heijmans en behandelt de brand in landhuis Zionsburg in Vught en de dood van bewoner Ewald Marggraff. De podcast onderzoekt geruchten en probeert de waarheid te achterhalen.
De podcast werd in de eerste twee weken 100.000 keer gedownload.
De serie won de prijs voor beste podcast tijdens de Dutch Podcast Awards 2019.